# 33. pehotni polk (Avstro-Ogrska)
Za druge 33. polke glejte 33. polk.
33. pehotni polk (izvirno nemško Infanterie-Regiment Nr. 33; dobesedno slovensko: Pehotni polk št. 33) je bil pehotni polk k.u.k. Heera.

## Poimenovanje
- Ungarisches Infanterie Regiment »Kaiser Leopold II.« Nr. 33/Madžarski pehotni polk »Cesar Leopold II.« št. 33
- Infanterie Regiment Nr. 33 (1915 - 1918)

## Zgodovina
Polk je bil ustanovljen leta 1741. 

### Prva svetovna vojna
Polkovna narodnostna sestava leta 1914 je bila sledeča: 54% Romunov, 28% Madžarov in 18% drugih. Naborni okraj polka je bil v Aradu, pri čemer so bile polkovne enote garnizirane sledeče: Arad (štab, I., II., III. bataljon) in Cattaro (IV. bataljon).
Med prvo svetovno vojno se je polk bojeval tudi na soški fronti.
V sklopu t. i. Conradovih reform leta 1918 (od junija naprej) je bilo znižano število polkovnih bataljonov na 3.

## Organizacija
1918 (po reformi)
- 1. bataljon
- 2. bataljon
- 3. bataljon

## Poveljniki polka
- 1859: Lothar Rothkirch und Panthen[8]
- 1865: Lothar Rothkirch und Panthen[9]
- 1879: Joseph Wellikán de Boldogmezö[10]
- 1908: Albert Dietrich[11]
- 1914: Simon Barza von Barnhöfft[1]